# Voyage au pôle Sud
Pour les articles homonymes, voir L'Empereur.
Pour plus de détails, voir Fiche technique et Distribution.
Voyage au pôle Sud est un documentaire français réalisé par Luc Jacquet, sorti le 20 décembre 2023.

## Synopsis
Luc Jacquet part de la Patagonie, du massif del Paine et de la Terre de Feu puis traverse le détroit de Magellan pour se rendre en Antarctique en bateau. Il s'interroge sur la fascination que ce continent aux conditions extrêmes, ses paysages et sa faune exercent sur lui. A l'heure du réchauffement climatique, cet écosystème fragile est en danger. 

## Fiche technique
- Titre original : Voyage au pôle Sud
- Titre international : Antarctica Calling
- Réalisation : Luc Jacquet
- Scénario et adaptation : Luc Jacquet
- Photographie : Christophe Graillot, Jérôme Bouvier et Sarah Del Ben
- Son : Samy Bardet
- Musique : Cyrille Aufort
- Montage : Stéphane Malazaigue
- Sociétés de production : Arte France Cinéma, Paprika Films, Aster Production
- Sociétés de distribution : Memento Distribution
- Genre : documentaire
- Pays d'origine :  France
- Langue originale : français
- Format : noir et blanc- Dolby 5.1
- Durée : 82 minutes
- Dates de sortie :
  - France :  20 décembre 2023

## Distribution
- Luc Jacquet : lui-même

## Production
Pour rejoindre l'Antarctique, Luc Jacquet a utilisé le Commandant Charcot, navire de croisière brise-glace de la compagnie du Ponant.

## Accueil

### Accueil critique
Le film obtient une note moyenne de 3,1/5 sur Allociné sur la base de 22 critiques de presse, mais les avis des critiques sont très divergents: Certains louent la beauté des images, et, telle Florence Vierron dans Le Figaro, parlent d'un "splendide récit intérieur". Tandis que d'autres regrettent le commentaire d'un "lyrisme exacerbé", voire qualifient le film d'un "égo-trip contre-intuitif".